# Maurice (Luisiana)
Maurice é uma vila localizada no estado americano de Luisiana, na Paróquia de Vermilion.

## Demografia
Segundo o censo americano de 2000, a sua população era de 642 habitantes.
Em 2006, foi estimada uma população de 749, um aumento de 107 (16.7%).

## Geografia
De acordo com o United States Census Bureau tem uma área de
5,3 km², dos quais 5,3 km² cobertos por terra e 0,0 km² cobertos por água.

## Localidades na vizinhança
O diagrama seguinte representa as localidades num raio de 16 km ao redor de Maurice.